# Trigonostigma

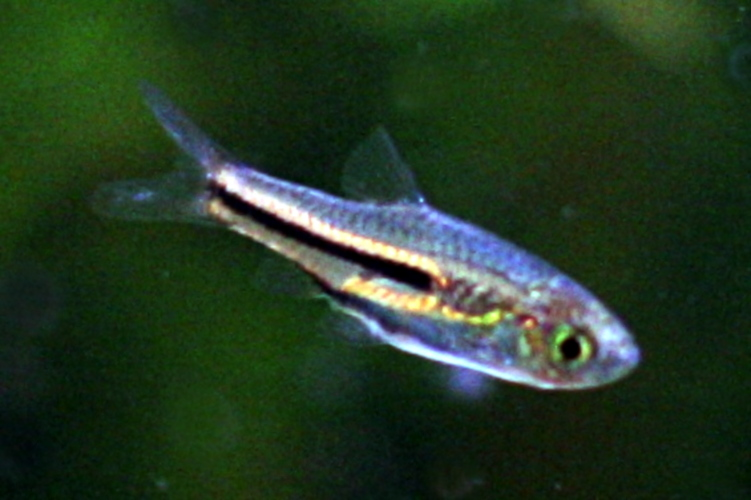
Trigonostigma somphongsi

Trigonostigma és un gènere de peixos de la família dels ciprínids i de l'ordre dels cipriniformes.

## Taxonomia
- Trigonostigma espei (Meinken, 1967)
- Trigonostigma hengeli (Meinken, 1956)
- Trigonostigma heteromorpha (Duncker, 1904)
- Trigonostigma somphongsi (Meinken, 1958)[2][3][4][5]